# Discografia lui Damian Luca
Discografia naistului Damian Luca cuprinde discuri de gramofon, viniluri, CD-uri, care conțin înregistrări efectuate la casele de discuri Electrecord, Europa LP, Polydor Special, Neuilly LP, EMI Music și la Societatea Română de Radiodifuziune.

## Discuri Electrecord
| An   | Număr de catalog                                           | Format                     | Piese | Acompaniament |
| 1956 | EPA 2061                                                   | shellac, 25 cm, 78 RPM     | Horă și Sârbă | Orchestra Ans. U.T.M., dirijor Ionel Budișteanu                                                                        |
| 1956 | EPA 2095                                                   | shellac, 25 cm, 78 RPM     | Hora lăutărească Sârbă oltenească | Orchestra „Electrecord”, dirijor Ionel Budișteanu                                                                      |
| 1956 | EPD 4                                                      | vinil, LP, 25 cm, 33 ⅓ RPM | 6. Horă și Sârbă | Orchestra Ans. U.T.M., dirijor Ionel Budișteanu                                                                        |
| 1967 | EPE 0306 The Famous Romanian Folklore Ensemble «Ciocîrlia» | vinil, LP, 30 cm, 33 ⅓ RPM | 9. Doina Oltului și Horă muntenească 10. Ciocârlia | Orchestra Ans. „Ciocârlia”, dirijor Victor Predescu                                                                    |
| 1974 | EPE 01054 Un virtuose de la flûte de pan, vol.I            | vinil, LP, 30 cm, 33 ⅓ RPM | 1. Hangul 2. Geamparalele din Bârlad 3. Cântec ca pe luncă 4. Horă din Argeș 5. Sârbă de la Ștefănești 6. Mărie, Mărie 7. Repezita 8. Ca din tulnic 9. La casa cu trestioară 10. Sârba ploieștenilor 11. Doină din Carpați 12. Horă din Vlașca | orchestra Damian Luca                                                                                                  |
| 1974 | EPE 01056                                                  | vinil, LP, 30 cm, 33 ⅓ RPM | 13. Geamparalele din Teleorman | orchestra Paraschiv Oprea                                                                                              |
| 1979 | EPE 01479 Un virtuose de la flûte de pan, vol.II           | vinil, LP, 30 cm, 33 ⅓ RPM | 1. Sârba fetelor 2. Jalea brazilor 3. Jocul fetelor 4. De când m-a aflat mulțimea 5. Horă muntenească 6. Cântec de dragoste moldovenesc 7. Munte, munte, brad frumos 8. Cântec de militărie 9. Astă iarnă era iarnă 10. Sârba de la Craiova 11. Lele, ce dragoste avem 12. Horă din Petrești | orchestra Ionel Budișteanu                                                                                             |
| 2007 | EDC 750 Gypsy feelings                                     | compact disc               | 1. Hora lui MalaKu 2. Cântec lăutăresc 3. Dragoste de țigan 4. Nunta mare-horă 5. Cântec de dor 6. Cine a pus cârciuma-n drum 7. Munte, munte, brad frumos 8. Țiganca mea frumoasă 9. Sârba lui Banu 10. Cântec moldovenesc 11. Sârba lui Pompieru 12. Naiul și lunca 13. Sârbe vesele 14. Sârba lui Damian Luca 15. Gypsy feelings 16. Greșii cărțile la joc 17. Purtată 18. Brâul bănățenilor | orchestra Damian Luca: Nicolae Gutescu - vioară Jantea Julian - acordeon Ilie Alecu - țambal Mihai Scărlat - contrabas |

## Discuri Supraphon
| An   | Număr de catalog                       | Format                     | Piese                         | Acompaniament                                       |
| 1956 | LPM 287 Rumanian Folk Songs and Dances | vinil, LP, 25 cm, 33 ⅓ RPM | B5. Cîntec de dragoste, Sîrbă | Orchestra „Barbu Lăutaru”, dirijor Ionel Budișteanu |

## Le Chant du Monde
| An   | Număr de catalog                            | Format           | Piese | Acompaniament                          |
| 1957 | LDY-4078 Chants et Danses de Roumanie, No.2 | vinil, EP, 17 cm | 1. Brâul 5. Suită de cântece populare: A. Doina, Chant d'amour, B. Hora de concert, C. Sârbă, carrousel 6. Călușul | orchestra dirijată de Marin Constantin |

## Polydor Special
| An   | Număr de catalog      | Format                     | Piese                                 | Acompaniament           |
| 1968 | 236 599 Gypsy romance | vinil, LP, 30 cm, 33 ⅓ RPM | 8. Hora Lapiaeselor / Sârba fetițelor | orchestra Nicu Stănescu |

## Europa LP
| An   | Număr de catalog                              | Format                     | Piese | Acompaniament           |
| 1969 | ST-E 329 Feurige Klänge vom Balkan            | vinil, LP, 30 cm, 33 ⅓ RPM | 3. Munte, munte brad frumos / Sârba lui Buică 11. Drag mi-e să trăiesc pe lume / Sârba fetițelor 15. Ciocârlia | orchestra Nicu Stănescu |
| 1969 | ST-E 330 Von den Karpaten zum Schwarzen Meer' | vinil, LP, 30 cm, 33 ⅓ RPM | 2. Cântecul dorului și două sârbe                                                                              | orchestra Nicu Stănescu |

## EMI Music
| An   | Număr de catalog                                                                                        | Format                     | Piese | Acompaniament           |
| 1970 | EMI C 054-11362 L'Eblouissante flute de pan Roumaine de Damian Luca avec Nicu Stănescu et son orchestre | vinil, LP, 30 cm, 33 ⅓ RPM | 1. De când ne-a aflat multimea / Hora Dâmboviței / Sârba lui Budală 2. Măi băiete, băiețele 5. Sârba Ploieștenilor 7. Cântec moldovenesc / Sârba fetițelor 8. Foaie verde untdelemn 11. Doîna ca la Sibiu / Hora lui Dincu / Fedeleșul / La cârciuma din șosea | orchestra Nicu Stănescu |

## Societatea Română de Radiodifuziune
| Anul înreg | Format          | Piesă                                                               | Acompaniament                     |
| 1963       | bandă magnetică | Măi băiete, băiețele Pe șoseaua din Cepari Pelin beau, pelin mănânc | O.M.P.R., dirijor Victor Predescu |
| 1967       | bandă magnetică | Sârba ploieștenilor                                                 | O.M.P.R., dirijor Radu Voinescu   |
| 1974       | bandă magnetică | Leano ce dragoste-avem (Foaie verde untdelemn)                      | O.M.P.R., dirijor Radu Voinescu   |
| 1974       | bandă magnetică | Sârba de la Budești                                                 | O.M.P.R., dirijor Radu Voinescu   |
| indisp.    | bandă magnetică | Dorul meu e numai dor                                               | O.M.P.R.                          |
| indisp.    | bandă magnetică | Foaie verde flori mărunte                                           | O.M.P.R.                          |
| indisp.    | bandă magnetică | Geamparalele de la Medgidia                                         | O.M.P.R.                          |
| indisp.    | bandă magnetică | Sârba lui Buică                                                     | O.M.P.R.                          |